# Volvo B10B
Volvo B10B — шасси, на котором строили свои автобусы различные автопроизводители, выпускавшееся шведским автопроизводителем Volvo Bussar в период с 1992 по 2001 год.

## Информация
Первый прототип был построен в 1990 году, но B10B был выпущен только на Женевском автосалоне в 1992 году. Он заменил Leyland Lynx (к тому времени продукт Volvo) и Volvo B10R. Постепенно его вытеснял B10BLE с низким полом, который был представлен только год спустя, хотя и не на всех рынках. Для междугороднего использования B7R постепенно пришёл на смену в 1998 году, а в конечном счёте для работы с автобусами в 2001 году его заменил B12B.
B10B, как правило, не был доступен с двигателем на природном газе или биогазе, как B10BLE, но два автобуса были изготовлены Vest Karosseri для NSB Biltrafikk в Ставангере в 1998 и 1999 годах.
В Соединённом Королевстве B10B был приобретён в больших количествах компаниями GM Buses North, Merseybus, Oxford Bus Company, Trent и Yorkshire Rider.
В Австралии B10B был куплен в небольших количествах компанией Glenorie Bus Company, корпорацией Grenda, Северо-Западными автобусными линиями, автобусным сервисом Parramatta-Ryde и Westbus.

## Интересные факты
- В 1998—2001 годах на шасси Volvo B10B производился автобус ПАЗ-5271[8].